# BorsodChem
BorsodChem (БоршодХем), официальное название Wanhua-BorsodChem — венгерская химическая компания, расположенная в венгерском городе Казинцбарцика. Специализируется на производстве изоцианатов, поливинилхлорида и винила. Главный завод находится в городе Казинцбарцика, но производство также ведётся в чешской Остраве и польском Кендзежине-Козьле. Есть отделения в Венгрии, Бельгии, Чехии, Хорватии, Италии и Польше. С 2008 года новый центр технической поддержки находится в Гёдёллё.

## История
Предыстория компании BorsodChem начинается в 1949 году после объединения серии химических фабрик на севере Венгрии в предприятие Borsodi Vegyi Kombinát, а производство на них поливинилхлорида началось в 1963 году. В 1991 году была учреждена компания BorsodChem как правопреемник предприятия, ставшая ведущей химической компанией Венгрии.
В 2000 году 24,7 % акций приобрела ирландская офшорная компания Milford Holdings и продала долю венгерскому отделению Banca Commerciale Italiana. Vienna Capital Partners участвовали в этой сделке, и венгерский премьер-министр потребовал провести расследование по факту такой сделки.
Компания приобретена в 2007 году Permira и затем продана в 2011 году Wanhua Industrial Group.